# Gaspar Fagel

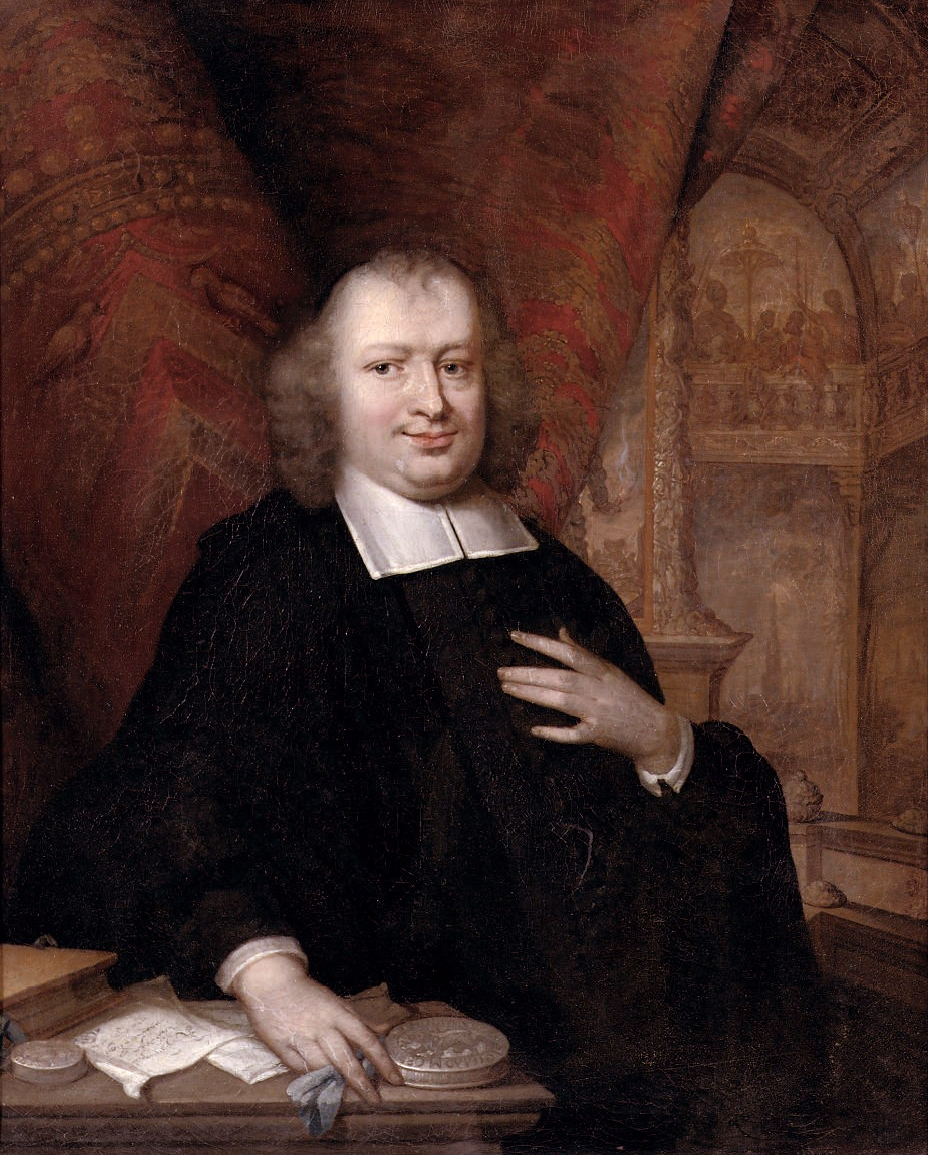
Gaspar Fagel av Johannes Vollevens.

Gaspar (eller Casper) Fagel, född 25 januari 1634 i Haag, död 15 december 1688, var en nederländsk statsman. Han var farbror till François Nicolas Fagel.
Fagel började sin bana som advokat, ådrog sig Johan de Witts uppmärksamhet och blev tack vare honom 1670 Generalstaternas sekreterare. Vid det franska anfallet på Holland 1672 var Fagel en av de få, som höll modet uppe. För att ena folket bidrog han till prins Vilhelms upphöjelse till ståthållare och blev sedan dennes trogne medhjälpare. 1672 blev han rådpensionär i Holland, och kan närmast betraktas som Vilhelm III:s utrikesminister, och Fagel författade dennes manifest inför avresan till England 1688.